# Vilʹev (cràter)
Vilʹev és un cràter d'impacte erosionat, situat a la cara oculta de la Lluna. Es troba a l'oest del cràter molt més gran Chaplygin, i al nord de Marconi. Just al nord-est de Vilʹev es troba la parella de petits cràters formada per Van den Bos i Tamm. Una mica més a l'oest es troba una altra parella de cràters una mica més grans, la integrada per Pannekoek i Dellinger.

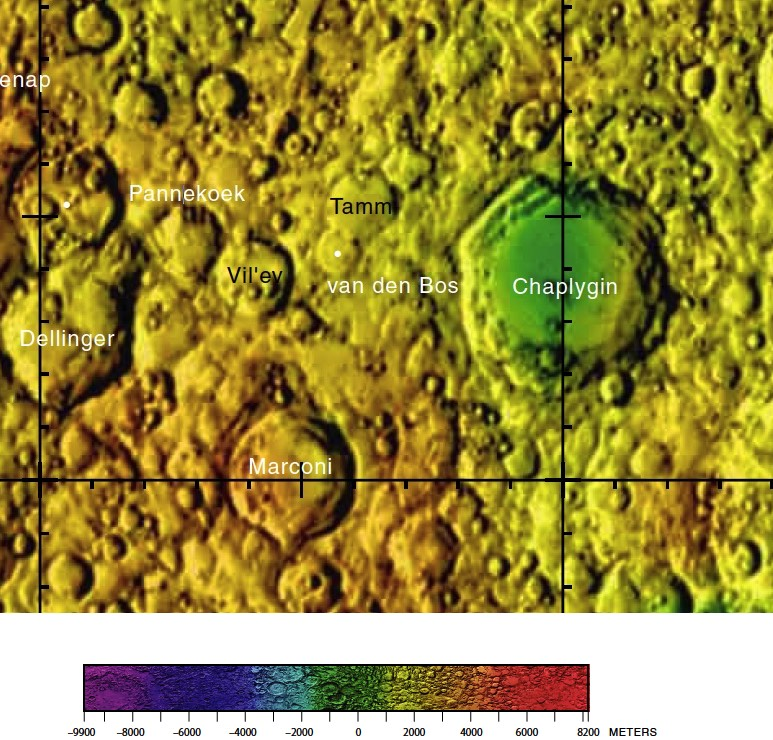
Localització de Vilʹev (centre de la meitat esquerra de la imatge)
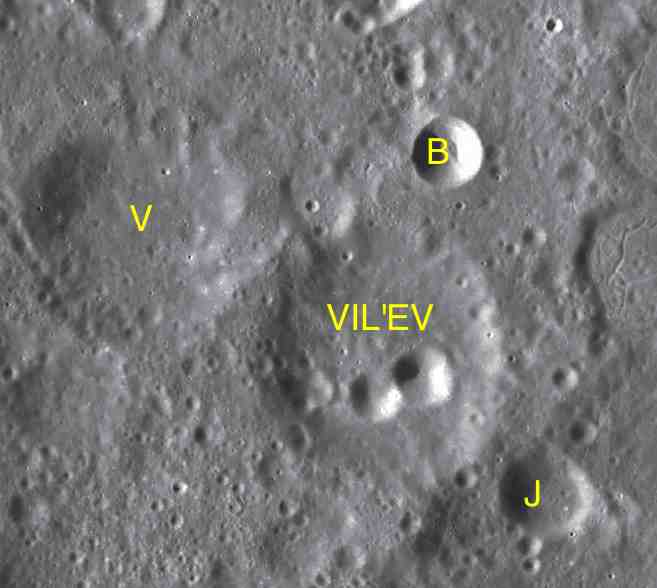
Cràters satèl·lit
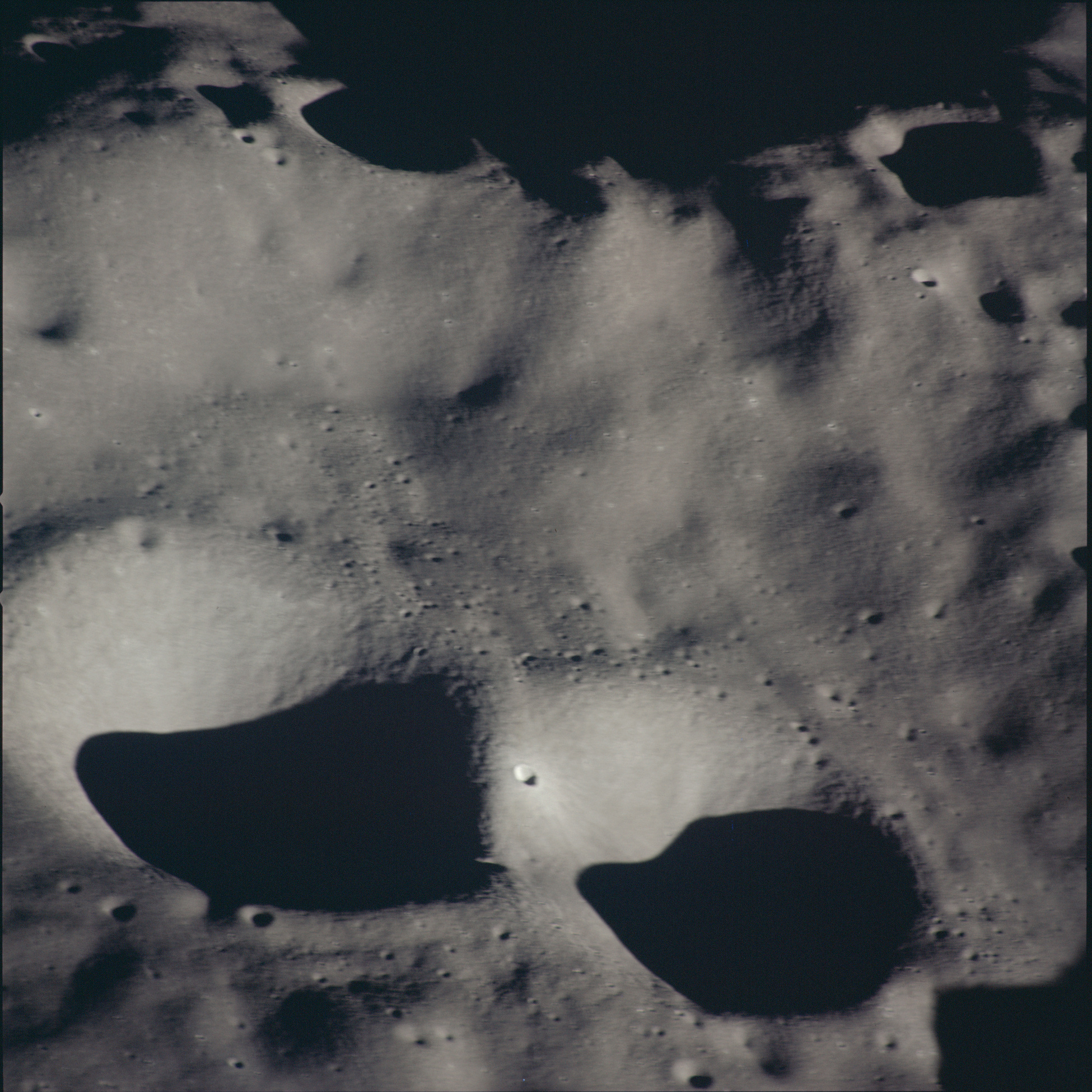
Fotografia de la missió Apollo 14

Vilʹev està significativament erosionat, i la seva vora exterior forma un anell irregular de crestes al voltant del sòl interior. A prop de centre del cràter es localitza un parell de petits impactes en forma de copa que s'uneixen en les seves vores exteriors. Presenta un altre petit cràter a la paret interior, a l'oest-sud-oest.

## Cràters satèl·lit
Per convenció aquests elements són identificats en els mapes lunars posant la lletra en el costat del punt central del cràter que està més proper a Vilʹev.
| Vilʹev | Coordenades                            | Diàmetre |
| ------ | -------------------------------------- | -------- |
| B      | 4° 37′ S, 144° 50′ E / 4.62°S,144.83°E | 13 km    |
| J      | 6° 36′ S, 145° 18′ E / 6.6°S,145.3°E   | 17 km    |
| V      | 5° 18′ S, 142° 54′ E / 5.3°S,142.9°E   | 44 km    |